# Odontophrynus maisuma
Odontophrynus maisuma es una especie de anfibios de la familia Odontophrynidae. Es endémica del sur del Brasil y del sudeste del Uruguay.

## Distribución geográfica
Se encuentra en el sur del Brasil, desde las coordenadas 29º09'24" S 49º34'46" W, en el municipio de Balneário Gaivota en el litoral del estado de Santa Catarina, siguiendo por la costa marítima hacia el sur a lo largo del litoral del estado de Río Grande del Sur hasta la localidad de Chuí, en la frontera con el Uruguay; continuando hacia el sur ya dentro del territorio uruguayo en su sector sudeste, desde el Chuy hasta Carrasco; cubriendo sectores costeros de los departamentos de Rocha, Maldonado, Canelones, y Montevideo.

## Hábitat
Es un endemismo de las dunas del litoral del océano Atlántico del distrito fitogeográfico de la restinga, llamado en el Uruguay: «monte psamófilo».

## Descripción
Odontophrynus maisuma fue descrito por Sergio Daniel Rosset en el año 2008, tomando como base el ejemplar: ZVCB 3368, el cual fue designado como holotipo. La localidad tipo es: «Cabo Polonio, 34°23′ S, 53°47′ W, Departamento de Rocha, Uruguay».

## Taxonomía y genética
Es una especie diploide, incluida en el «grupo Odontophrynus americanus».

## Conservación
El estado de su hábitat en el año 2012 en la costa del Uruguay no es bueno. Gran parte ha sido fragmentado y alterado para construir urbanizaciones no planificadas, en especial las ligadas al desarrollo turístico, y para forestar con pinos, acacias, y eucaliptos; esta y otras especies exóticas, han invadido los remanentes aún no transformados, por lo que el daño a su hábitat se ve multiplicado. También la extracción descontrolada de arena, los incendios, la tala para la obtención de leña, y el pastoreo no controlado, afectan la calidad del ecosistema, alterando tanto su estructura como su composición.
En sectores de su distribución brasileña se repiten también los mismos problemas, aunque allí la situación no presenta la misma gravedad.